# Goffredo Unger
Goffredo Unger (Oslo, 1933. június 6. – Róma, 2009. június 17.) norvég születésű színész és statiszta, aki Olaszországban élt és dolgozott. Pályája során rendkívül sok művésznevet használt: Freddy Unger, Freddy Hagar, Frederico Hungar, vagy John Silver.
Az olasz filmgyártásban az egyik legjobb statisztaként tartották számon, de kisebb szerepeket is alakított. Egyebek között a filmekben alkalmazott remek trükkök kivitelezésében is kitűnt, mivel rendkívüli jártasságot mutatott az elektronikában.
Az 1960-as években induló karrierje során először különféle akkor divatos mitológiai (saru és kard) filmekben játszott, ezután olasz komédiákban, krimikben és spagettiwesternekben nyújtott alakítást, de egy-egy filmben rendezőasszisztens is volt.
Közvetlensége és segítőkészsége révén nagy közkedveltségnek örvendett munkatársai körében.
Fontosabb filmjei Az erőszak városa (ebben a partnere Charles Bronson volt), Arany a prérin, vagy a Il west ti va stretto, amico… è arrivato Alleluja.